# Change of Habit
Change of Habit ("Cambio de hábito") es una película musical estadounidense de 1969 , de género dramático y criminal  , dirigida por William A. Graham y protagonizada por Elvis Presley y Mary Tyler Moore. Escrita por James Lee, SS Schweitzer y Eric Bercovici, basada en una historia de John Joseph y Richard Morris, la película trata sobre tres monjas católicas que se preparan para sus votos perpetuos y son enviadas a un barrio marginal disfrazadas de misioneras laicas para trabajar en una clínica dirigida por un joven médico. Sus vidas se complican por las realidades que enfrentan en el centro de la ciudad y por el enamoramiento del médico de una de las monjas. 
La película fue producida por Joe Connelly para NBC Productions y distribuida por Universal Pictures. Filmada en el área de Los Ángeles y en Universal Studios durante marzo y abril de 1969, "Cambio de Hábito" se estrenó en Estados Unidos el 10 de noviembre de 1969. Permaneció cuatro semanas en la encuesta de taquilla de Variety y alcanzó el puesto número 17 entre las películas más taquilleras del año.
Cambio de Hábito fue el 31.º y último papel cinematográfico de Elvis Presley, y por primera vez en su carrera, interpretó a un actor profesional. Hubo interés en que esta película fuera una de las principales candidatas al Oscar, pero el representante de Elvis, el coronel Tom Parker, sabía que la parcialidad de la Academia contra Elvis la había llevado a no ser considerada. Es famosa su frase: "No vayan a comprar esmóquines". 
Change of Habit se considera una de las mejores películas de Elvis y ha sido elogiada por cómo abordó los problemas del centro de la ciudad de maneras nunca antes vistas en una película de Hollywood. También fue la primera película de Hollywood que abordó el autismo.  Las apariciones cinematográficas restantes de Elvis fueron en documentales de conciertos, aunque estaba trabajando en la película The New Gladiators en el momento de su muerte.
Esta película fue la cuarta y última de Mary Tyler Moore bajo su contrato con Universal Pictures ; no volvió a aparecer en cines hasta Gente Corriente en 1980. Moore y Edward Asner , quien también aparece en la película interpretando a un policía, protagonizaron The Mary Tyler Moore Show , que se estrenó en septiembre del año siguiente. Sin embargo, en esta película, Moore y Asner no compartieron escenas.
El film cotó con la interpretación de Elvis del tema Rubberneckin' que se convertiría años más tarde en un gran éxito en varios países.

## Trama
El Dr. John Carpenter es un médico en una clínica del gueto que se enamora de una compañera de trabajo, Michelle Gallagher, sin saber que ella es una monja .
El Dr. Carpenter dirige una clínica que atiende a una comunidad desfavorecida en una importante metrópolis con población puertorriqueña. Le sorprende que tres mujeres le ofrezcan ayuda. Sin que él lo sepa, las tres son monjas vestidas de civil que desean ayudar a la comunidad, pero temen que los residentes locales se muestren reacios a buscar ayuda si se descubre su verdadera identidad. Las monjas también se enfrentan a la oposición del grosero y arrogante sacerdote de la parroquia local. El Dr. Carpenter y las monjas aparecen lidiando con una niña autista no verbal llamada Amanda, un niño con un grave impedimento del habla y un hombre golpeado por usureros. Las monjas a veces sufren acoso sexual por parte de vagabundos, además de un intento de violación.
Carpenter se enamora de la hermana Michelle Gallagher, interpretada por la virtuosa Mary Tyler Moore , pero la verdadera vocación de la hermana Michelle sigue siendo desconocida para la Dra. Carpenter. Ella también siente algo por el médico, pero se resiste a abandonar la orden. La película concluye con la hermana Michelle y la hermana Irene entrando en una iglesia donde la Dra. Carpenter canta para pedir guía y tomar su decisión.

## Puntos notables de la trama

### Autismo
En la película, se cree que el personaje de Amanda, una niña autista, es la primera representación del autismo en una película con su nombre.  Representa con precisión el diagnóstico erróneo común de sordera y, una vez que se define el autismo de Amanda, se la trata con una terapia que entonces era bastante común: la terapia de reducción de la ira , también conocida como terapia del apego. Este tratamiento ha caído en desuso desde entonces y ahora se considera pseudocientífico. De hecho, la escena fue supervisada por Robert Zaslow, conocido como el padre de la terapia de reducción de la ira. Zaslow aparece acreditado como miembro adicional del equipo de la película como "(supervisor: escena de reducción de la ira - como el Dr. Robert W. Zaslow)" 

### Música folk en la misa
En una época en la que la misa folclórica apenas estaba de moda, se ve al personaje de Elvis tocando la guitarra y cantando "Let Us Pray" en una representación temprana de la música folclórica en la misa.

## Elenco
- Elvis Presley como el Dr. John Carpenter
- Mary Tyler Moore como la hermana Michelle
- Barbara McNair como la hermana Irene
- Jane Elliot como la hermana Barbara
- Leora Dana como Madre Joseph
- Edward Asner como el teniente Moretti
- Robert Emhardt como El banquero
- Regis Toomey como el padre Gibbons
- Doro Merande como Rose
- Ruth McDevitt como Lily
- Richard Carlson como el obispo Finley
- Nefti Millet como Julio Hernández
- Laura Figueroa como Desiree
- Lorena Kirk como Amanda
- Virginia Vincent como la señorita Parker
- David Renard como Colom
- Ji-Tu Cumbuka como Halcón
- William Elliott como Robbie (como Bill Elliott)
- Rodolfo Hoyos Jr. como Sr. Hernandez (como Rodolfo Hoyos)
- Kay Koury como en el carruse

## Producción
Para 1969, el futuro de Presley en Hollywood estaba en peligro. Aunque seguía siendo un éxito financiero, principalmente debido a la actitud de "hacerlas rápidas, hacerlas baratas" de su representante, el coronel Tom Parker , las películas de Presley habían estado perdiendo ganancias en los últimos años. Cuando Parker tuvo dificultades para encontrar un estudio dispuesto a pagarle su tarifa habitual de un millón de dólares, llegó a un acuerdo con la NBC para producir un largometraje y un especial de televisión titulado Elvis  La NBC le pagaría a Presley 1,25 millones de dólares por ambos largometrajes, y Parker se alegró de saber que aún podía ganar un millón de dólares para su cliente.
La película Change of Habit se había anunciado en 1967, y Mary Tyler Moore se unió al proyecto en octubre de 1968.  Se consideró un vehículo de Moore hasta enero de 1969, cuando Presley firmó para asumir el papel principal. 
Aunque está ambientada en la ciudad de Nueva York , la película se filmó en el área de Los Ángeles y en el estudio Universal Studios durante marzo y abril de 1969. Se estrenó en todo el país en los Estados Unidos el 10 de noviembre de 1969.
Mary Tyler Moore y Edward Asner pronto se convertirían en coprotagonistas de su homónimo The Mary Tyler Moore Show , uno de los éxitos perdurables de la televisión entre 1970 y 1977. Sin embargo, en Change of Habit no compartieron escenas. 
En 1973, cuatro años después de Cambio de hábito , el tema de la misa con guitarra y las monjas fuera de servicio sin hábitos volvería a plantearse en el episodio de Todo en familia "La conversión de Edith".
A partir de octubre de 2024, Jane Elliot, quien interpretó a la Hermana Barbara, es el último miembro sobreviviente del elenco principal que aún sigue con vida.
Para cuando Change of Habit se estrenó, Elvis estaba experimentando uno de los mejores años de cualquier cantante convertido en actor en la historia de la música y el cine. Entre diciembre de 1968 y diciembre de 1969, Elvis protagonizó tres películas de éxito en taquilla, protagonizó el especial de televisión mejor calificado del año Elvis: The 1968 Comeback Special , logró tres sencillos entre los diez primeros, incluyendo el número uno Suspicious Minds y In the Ghetto, tuvo tres álbumes exitosos, incluido el legendario From Elvis in Memphis , y se convirtió en el show en vivo número uno en Las Vegas. Solo en 1969, Elvis ganó más de $7 000 000 de películas, discos, televisión y apariciones personales, lo que equivale a más de $59 000 000 ajustados a la inflación.
Tras "Cambio de hábito", Elvis coescribió y produjo su propia película, " Los nuevos gladiadores " , que quedó inconclusa al momento de su muerte. Este proyecto soñado habría presentado a Elvis como un policía karateca, un papel que demostraría sus habilidades como artista marcial.  Barbra Streisand también le propuso protagonizar la nueva versión de " Ha nacido una estrella", pero el Coronel quería asegurarse de que Elvis tuviera un papel destacado y un salario de un millón de dólares antes de aceptar. No se llegó a ningún acuerdo. 

## Recepción
AH Weiler, de The New York Times, reseñó la película en un programa doble con House of Cards y señaló que ambas eran "simplemente ejemplos de técnica y diálogo profesionales, en lugar de una caracterización y emoción memorables". Variety escribió que "su intrigante idea tiene una trama suficientemente bien construida como para desarrollar su premisa para una buena película familiar... Presley muestra su habitual presencia relajada".  Kevin Thomas, de Los Angeles Times, escribió: "Hoy en día somos demasiado conscientes de lo dolorosas que pueden ser las injusticias sociales como para tratarlas con el toque desenfadado y alegre de la comedia ligera ingenua... ver todo este asunto frenéticamente animado y completamente falso es tan incómodo como escuchar el chirrido de la tiza en una pizarra". 
Change of Habit tiene una calificación del 10% en Rotten Tomatoes basada en diez reseñas de críticos, aunque la puntuación de la audiencia la elevó a un 65% situándola a un nivel muy cercano a la exitosa Viva Las Vegas.  El sitio web IMDb lacalificó asimismo con 6 estrellas de 10.